# Adium
Adium – komunikator internetowy dla systemu OS X. Obsługuje wiele protokołów internetowych, w tym Gadu-Gadu, AIM, ICQ, MSN, Yahoo! Messenger, XMPP, Bonjour, Lotus Sametime, Live Journal Talk, Novell GroupWise, .Mac (iChat), Google Talk oraz Jabber. Adium jest rozpowszechniany na licencji GPL i jest udostępniany za darmo.
Program został przetłumaczony na większość języków europejskich, w tym polski, a także na chiński i japoński.

## Historia
Adium zostało stworzone przez Adama Isera i jego pierwsza wersja 1.0 została oddana do użytku we wrześniu 2001 roku. Adium w wersji 2 zostało przemianowane na Adium X. Program napisany jest jako aplikacja we frameworku Cocoa wykorzystująca biblioteki libpurple. Adium można rozbudować za pomocą pluginów – z oficjalnej strony Adium.